# Joseph Kalathiparambil

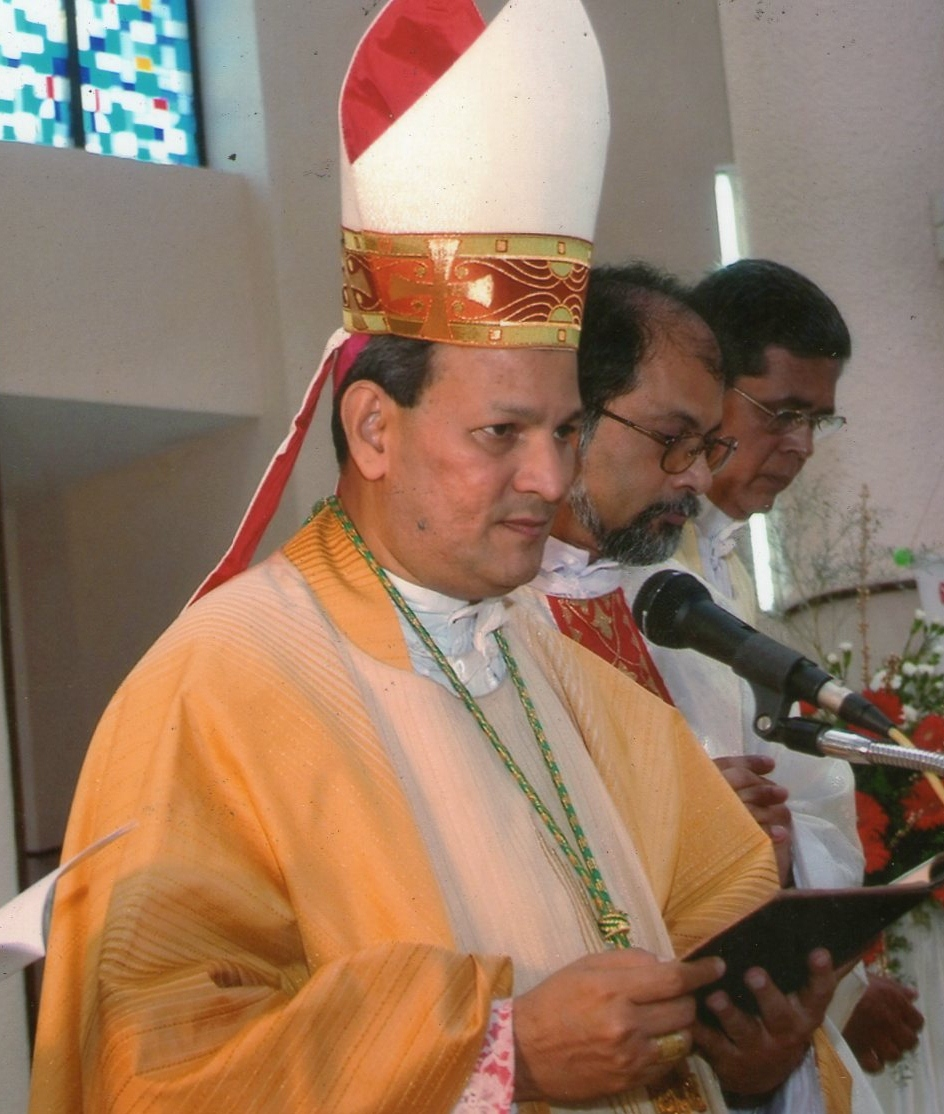
Bischof Joseph Kalathiparambil

Joseph Kalathiparambil (* 6. Oktober 1952 in Vaduthala bei Kochi) ist ein indischer Geistlicher und römisch-katholischer Erzbischof von Verapoly.

## Leben
Erzbischof Joseph Kelanthara weihte ihn am 13. März 1978 zum Priester des Erzbistums Verapoly.
Papst Johannes Paul II. ernannte ihn am 19. April 2002 zum Bischof von Calicut. Der Erzbischof von Verapoly, Daniel Acharuparambil OCD, spendete ihm am 19. Mai desselben Jahres die Bischofsweihe; Mitkonsekratoren waren Maxwell Valentine Noronha, Altbischof von Calicut, Indien, und Varghese Chakkalakal, Bischof von Kannur.
Papst Benedikt XVI. ernannte ihn am 22. Februar 2011 zum Sekretär der Päpstlichen Rates der Seelsorge für die Migranten und Menschen unterwegs. In dieser Funktion wurde er am 5. März 2012 zum Mitglied der Kongregation für die Evangelisierung der Völker berufen.
Am 31. Oktober 2016 ernannte ihn Papst Franziskus zum Erzbischof von Verapoly. Die Amtseinführung fand am 18. Dezember desselben Jahres statt.